# Fredrik Nilsson (etnolog)
Fredrik Nilsson, född 1967, är en svensk etnolog. 
Fredrik Nilsson växte upp i Borstahusen. Han studerade konsthistoria, historia och etnologi på Lunds universitet 1989-1992, med en fil.kand.-examen 1992. Han disputerade i etnologi vid Lunds universitet 2001, och var därefter anställd som forskare där 2001-2004,  samt 2006-2012 knuten till Malmö universitet, där han blev docent i etnologi 2008 och professor 2011. Han blev professor i etnologi vid Lunds universitet 2012 och var föreståndare för Centrum för Öresundsstudier 2012-2017. Åren 2019–2022 var han biträdande professor i nordisk etnologi vid Åbo Akademi och blev 2022 ordinarie professor där. 
Fredrik Nilsson har framför allt gjort kulturanalyser av gränser och transnationella processer och har bland  annat studerat flyktingläger, politiska rörelser och kriminella nätverk i Öresundsregionen. 
Han är ledamot i Kungliga Gustav Adolfs Akademien för svensk folkkultur och Svenska litteratursällskapets i Finland vetenskapliga råd.